# Buddha and the Chocolate Box
 (juin 2025).
Si vous disposez d'ouvrages ou d'articles de référence ou si vous connaissez des sites web de qualité traitant du thème abordé ici, merci de compléter l'article en donnant les références utiles à sa vérifiabilité et en les liant à la section « Notes et références ».
Albums de Cat Stevens
Foreigner
(1973) Saturnight
(1974)
Buddha and the Chocolate Box est le huitième album studio de Cat Stevens. Le titre lui est venu alors qu'il se rendait à un concert dans un avion avec un Bouddha dans une main et une boîte de chocolats dans l'autre. Il pensa que s'il devait mourir dans l'avion, ce seraient les derniers objets avec lui, et il serait pris entre le spirituel et le matériel. L'album penche vers le chemin spirituel, et est une indication de la direction que sa vie allait suivre.

## Liste des pistes
Toutes les chansons sont de Cat Stevens, paroles et musiques.

### Face 1
1. Music – 4:21
2. Oh Very Young – 2:36
3. Sun/C79 – 4:35
4. Ghost Town – 3:10
5. Jesus – 2:14

### Face 2
1. Ready – 3:18
2. King of Trees – 5:07
3. A Bad Penny – 3:21
4. Home in the Sky – 3:38

## Personnel
- Cat Stevens – chant, guitare, synthétiseur, claviers), producteur, design, concept, illustrations
- Alun Davies – guitare acoustique, chant
- Bruce Lynch – basse
- Jean Roussel – claviers, arrangements de cordes
- Gerry Conway  – batterie, percussions, chœurs